# Act Surprised
| Recensione     | Giudizio |
| -------------- | -------- |
| Piero Scaruffi | [ 1 ]    |
| Pitchfork      | [ 2 ]    |

Act Surprised è il nono album in studio della band statunitense Sebadoh, pubblicato nel 2019.

## Produzione
Lou Barlow, ritornato a vivere in Massachusetts, a Northampton, dopo sei anni dall'album precedente, richiamò l'altro membro fisso del gruppo, Jason Loewenstein, e il batterista Bob D’Amico che aveva già suonato con loro nelle due ultime produzioni del gruppo, Secret EP e Defend Yourself.

## Tracce
1. Phantom
2. Celebrate The Void
3. Follow The Breath
4. Medicate
5. See-saw
6. Vacation
7. Stunned
8. Fool
9. Raging River
10. Sunshine
11. Act Surprised
12. Battery
13. Belief
14. Leap Year
15. Reykjavik

## Formazione
- Jason Loewenstein: basso, batteria e voce
- Lou Barlow: chitarra e voce
- Bob D'Amico: batteria